# 大Θ符号
大Θ符号表示函数在某个区间上的渐近关系。如果两个函数在某个区间上的上界和下界都分别为另一个函数，那么这两个函数在该区间上是渐近相等的，可以用大Θ符号表示为：
```
f(n) = Θ(g(n))
```

其中，n 是区间的变量。

## 性质
大Θ符号具有以下性质：
- 反对称性：如果 f(n) = Θ(g(n))，那么 g(n) = Θ(f(n))。
- 传递性：如果 f(n) = Θ(g(n))，g(n) = Θ(h(n))，那么 f(n) = Θ(h(n))。
- 幂等性：如果 k 是常数，那么 f(n) = Θ(g(n)) 等价于 f(n) = Θ(kg(n))。

## 应用
大Θ符号在计算机科学中有着广泛的应用。它可以用来分析算法的运行时间复杂度。例如，对于一个排序算法，如果它的运行时间复杂度为 Θ(nlogn)，则表示这个算法的运行时间随着输入数据规模的增长而呈现出 nlogn 的增长趋势。

## 注意事项
大Θ符号经常被误用。有的作者可能会使用大O符号表达大Θ符号的含义。因此在看到大O符号时应首先确定其是否为误用。